# Олкотт, Эбигейл
Эбигейл Олкотт (англ. Abigail "Abba" Sewall Alcott, девичья фамилия Мэй (May); 1800—1877) — американская активистка, суфражистка.

## Биография
Родилась 8 октября 1800 года в Бостоне. Происходила из известной семьи из Новой Англии: отец — полковник, унитарианец Джозеф Мэй (Joseph May); мать — Дороти Сьюэлл (Dorothy Sewall), была правнучкой Сэмюэля Сьюэлла — председательствующего судьи в Процессе над салемскими ведьмами.
В детстве эпизодически посещала школу, но большинство знаний получила у своей наставницы Эбигайл Эллин (Abigail Allyn) в Даксбери, штат Массачусетс. Со своим мужем — Эймосом Олкоттом познакомилась в Бруклине, штат Коннектикут; они поженились в 1830 году и сотрудничали в таких проектах, как несостоявшаяся утопическая община Fruitlands и Храмовая школа (Temple School). Некоторое время Эбигейл Олкотт работала на должности ассистентки в школе своего мужа в Бостоне.
Эбигейл Олкотт была суфражисткой и активисткой движения Temperance movement, возможно, проникнувшись семейными ценностями, имея четырёх дочерей. По словам её дочери — писательницы Луизы Мэй Олкотт, она «always did what came to her in the way of duty and charity, and let pride, taste, and comfort suffer for love’s sake». Следуя гуманистическим идеалам, в 1848 году в Бостоне она устроилась на постоянную работу социальной работницей, став одной из первых оплачиваемых социальных работниц в штате Массачусетс.
Умерла 25 ноября 1877 года в городе Конкорд, штат Массачусетс. Была похоронена на семейном участке городского кладбища Sleepy Hollow Cemetery («Сонная лощина»).